# Salima (Malawi)
Salima è un centro abitato del Malawi, situato nella Regione Centrale.